# Laurent Petitguillaume
Ne doit pas être confondu avec Laurent Grandguillaume ou Laurent Guillaume.
 (juin 2018).
Laurent Petitguillaume, né le 21 février 1960 à Tours, en Indre-et-Loire, est un animateur audiovisuel et comédien français.
Il fait ses débuts en 1983 sur des petites radios parisiennes, puis partage l'antenne de Skyrock aux côtés de Supernana, avant d'animer sur RTL l'émission Duel au soleil pendant les grandes vacances.
Il présente ensuite diverses émissions de variétés à la télévision, telles que Scènes de ménage, Zygomusic, Que le meilleur gagne ou la Fureur.
Dernièrement, il est animateur sur France Bleu, où il mène une interview d'artistes. Cette émission, enregistrée depuis l'Olympia, s'appelle En tête à tête, préparée par Chloé Massardier et réalisée par Sorj Leroy.

## Animateur audiovisuel

### À la radio
Laurent Petitguillaume a animé ou coanimé de nombreuses émissions au fil de sa carrière. Sur Skyrock, il a participé à des programmes comme Turlututu et Ciel Mon Rock, aux côtés de Supernana. Sur RTL, il a animé des émissions telles que Sixième sens, Double appel, Tiroir secret, Challenges de l'été, Rio Bravo et Le cékoidon. Il a également pris en charge la tranche horaire de 16 h à 20 h sur RTL2 et celle de 9 h à 13 h sur RFM, avant de se tourner vers les matinales, notamment sur RFM (6 h - 10 h) et Nostalgie (6 h - 9 h). Sur France Bleu, il a présenté plusieurs émissions, telles que On Cuisine Ensemble, Les Experts, Le Grand Paris, Le Mag Musiques (le week-end de 14 h à 16 h), Circuit Jeu (11 h - 12 h sur France Bleu Paris) et Le Mag Loisirs (13 h - 14 h). En 2020, il a lancé, avec Bruno Guillon et Manu Lévy, l'opération Radio Restos aux côtés des bénévoles des Restos du Cœur, une initiative de 48 heures d'antenne non-stop avec les plus grands animateurs de la bande FM, dans le but de récolter des fonds pour l'association.      

### À la télévision
Il est apparu comme animateur ou simple invité dans :
- DjudjuTV[1]
- La Fureur (France 2 puis TF1) à noter qu'il en a animé une et été invité dans les autres
- Multitop (M6)
- Trivial Pursuit (France 2)
- Que le meilleur gagne en 1993 le midi (France 2)
- Music Art (TF6)
- Le latino mag (RFM TV)
- 72 heures (TF6)
- Le Kadox (France 3)
- Scènes de ménage (TF1) en 1995 et 1996
- Quelle galère (TF1)
- MCM news (MCM)
- Radio mag (MCM)
- Zygo Machine (M6)
- Hit 92 (M6)
- Ces années-là (France 2)
- Dance Machine (M6)
- De 1999 à 2011, il a présenté Côté Maison sur France 3, en compagnie de Laëtitia Nallet et Robert Longechal
- De 2010 à 2012 : Autoroute Express saison 1/2/3 (Série TV), réal Florian Hessique : le gendarme

## Comédien

### À la télévision
- Léa Parker (M6)
- Sous le soleil (TF1)
- Mickey Boom, projet à venir

### Au théâtre
- Le molière malgré lui (de Frédéric Smektala)
- Des pommes pour Ève (de Gabriel Arout)
- Si c’était à refaire (de Laurent Ruquier, 2024-2025)

### Au Cinéma
- La Gente Honrada (de Bob Decout)
- Prisme (CM d'Yves Brodsky)
- Monsieur Guibolle (CM de Francis Salomon)
- Le Renégat (CM de Johan Lallemand et Julien Ferrand)
- 2001 : Philosophale (de Farid Fedjer)
- 2002 : Le Temps du RMI de Farid Fedjer
- Y'a des jours comme ça (CM de Cédric Bounkoulou)
- L'étalon (CM de Sébastien Mermoz)
- Autour du cercle (CM de Michael Alalouf)
- 2014 : Le Casse des casses de Florian Hessique

## RFM Party 80
De sa création en 2007 à 2011, Laurent Petitguillaume est le présentateur de la tournée RFM Party 80, un spectacle musical qui rassemble des chanteurs des années 1980 ayant été en tête du Top 50. Le 5 août 2011, aux arènes de Dax, il présente le concert avec Karen Chéryl Été Party 80 retransmis sur France 3.
Comme dans sa ville natale de Tours le 30 juin, Laurent Petitguillaume vient parfois à certains concerts retrouver les artistes, qui ont gardé un excellent souvenir des cinq années passées ensemble.

## Parrainage d'associations
Laurent Petitguillaume est le parrain de plusieurs associations :
- Association Petits Princes, qui soutient les enfants gravement malades ainsi que leur famille tout au long de la maladie[2]

- La Villa Déchets, Opération réalisée par Frédéric Tabary pour la prévention des déchets[3]

- Ciel ma Sup', association de fans de Supernana[4]

- CADASIL France, association des familles concernées par la maladie génétique rare Cadasil, découverte en France[5]

- ONE-SCHOOL, école supérieure de radio et télévision à Paris.
- LEDLM Les enfants de la musique et du nouveau monde, association apportant son aide à de jeunes artistes, préparation scénique, contact artistique, création de composition inédite. Rencontre de Laurent : à la suite d'une création de deux chansons pour l'école à la maison de Douai On a tous le droit et Ton joli joli sourire interprété par Louna et créé par Oliver Wallas.
- OPENSCHOOLRECORDS est un label associatif avec studio production musique, vidéo et photo destiné aux artistes et aux jeunes.